# Kevin Schöneberg
Kevin Schöneberg (* 24. August 1985 in Köln) ist ein deutscher Fußballspieler. 

## Karriere
Seine Eltern meldeten den dreijährigen Kevin Schöneberg beim lokalen Sportverein BC Bliesheim an, in dessen Jugendmannschaften er 1993 von Scouts des 1. FC Köln entdeckt wurde und zu diesem wechselte. In den Jugendabteilungen des FC spielte Schöneberg daraufhin zunächst als Außenstürmer, rückte dann aber ins Mittelfeld und wurde schließlich zum Außenverteidiger umgeschult. Dabei empfahl er sich auch für verschiedene Jugendauswahlmannschaften des Deutschen Fußball-Bundes, in denen er insgesamt 38 Einsätze absolvieren sollte, davon sechs in der U-20. Neben der fußballerischen Ausbildung machte Schöneberg sein Abitur am Elisabeth-von-Thüringen-Gymnasium in Köln-Sülz.
Zur Spielzeit 2004/05 rückte Schöneberg in den Herrenbereich der Kölner auf und gehörte zunächst zum Kader der zweiten Mannschaft des Vereins, für die er noch als Jugendspieler am Ende der Vorsaison seinen ersten Einsatz in der drittklassigen Regionalliga absolviert hatte. Wegen eines Kreuzbandrisses kam er jedoch in seiner ersten regulären Spielzeit im Herrenbereich nur auf zwei Einsätze. 2005/06 stieg Schönberg nach 32 absolvierten Einsätzen mit Kölns Zweitvertretung in die viertklassige Oberliga Nordrhein ab. Dort empfahl er sich in der Folgesaison mit guten Leistungen für die Lizenzmannschaft, die 2006/07 als Absteiger aus der Bundesliga in der 2. Bundesliga antrat.
Schöneberg wurde von Trainer Christoph Daum mit dem Jahresbeginn 2007 in den Profikader berufen und gab am 11. März 2007 beim Heimspiel gegen die SpVgg Unterhaching sein Debüt in Deutschlands zweithöchster Spielklasse. Im weiteren Saisonverlauf absolvierte er noch sechs weitere Ligapartien, den angestrebten Wiederaufstieg erreichte der 1. FC Köln jedoch nicht. In der Folgesaison 2007/08 hingegen stieg man in die Bundesliga auf, woran Schöneberg mit 13 Zweitliga-Einsätzen seinen Anteil hatte. In der Bundesliga kam er jedoch in der Hinrunde der Spielzeit 2008/09 zu keinem weiteren Einsatz, sodass er den Verein im Januar 2009 verließ und zum Zweitligisten Hansa Rostock wechselte.
Mit Hansa Rostock spielte Schöneberg zunächst unter Trainer Dieter Eilts, dann unter Andreas Zachhuber um den Klassenerhalt in der Spielzeit 2008/09, der am letzten Spieltag auch erreicht wurde, wobei Schöneberg mit 16 Einsätzen Stammspieler in Hansas war. In der Folgesaison 2009/10 absolvierte Schöneberg weitere 32 Zweitligapartien für die Hanseaten, wobei er auch sein erstes Tor im Profibereich erzielte. Hansa geriet jedoch erneut in Abstiegsgefahr und belegte zum Saisonende den 16. Tabellenplatz, der zu zwei Relegationsspielen gegen Ingolstadt verpflichtete. Rostock verlor beide Spiele und stieg somit erstmals in der Vereinsgeschichte in die Drittklassigkeit ab, woraufhin Schöneberg zunächst vereinslos wurde.
Nach einem erfolglosen Probetraining beim belgischen Erstligisten KVC Westerlo fand Schöneberg Anfang Oktober 2010 im deutschen Zweitligisten Arminia Bielefeld einen neuen Arbeitgeber, bei dem er zunächst einen Vertrag bis 2011 unterschrieb. Bereits wenige Monate später wechselte Schöneberg im Januar 2011 weiter zum Ligakonkurrenten VfL Osnabrück, bei dem er erneut einen Vertrag bis Ende Juni 2011 unterschrieb. Nachdem er Mitte April 2011 verspätet und alkoholisiert beim Training erschienen war, wurden er und sein Mitspieler Björn Lindemann fristlos entlassen.
Im anschließenden Sommer kehrte der Verteidiger in seine Geburtsstadt zurück und schloss sich dem NRW-Liga-Aufsteiger FC Viktoria Köln an, mit dem er die Meisterschaft gewann und in die Regionalliga aufstieg. Zur Saison 2012/13 wechselte Schöneberg zum Drittligisten Preußen Münster. Hier wurde er nach einer Verfehlung kurzzeitig aus der ersten Mannschaft suspendiert.
Nach drei Saisons in Münster wechselte er im August 2016 zum Nord-Regionalligisten BSV Rehden. Im Sommer 2017 entschloss sich Schöneberg dazu, seine Laufbahn beim Bezirksligisten SC Westfalia Kinderhaus in seinem Wohnort Münster fortzusetzen.